# 帖林沙
帖林沙（?—?），元朝大臣，元顺帝时中书平章政事。
至正二十五年（1365年），帖林沙担任中书参知政事。至正二十六年（1366年），升任中书右丞。至正二十七年（1367年），升任中书平章政事，建议设立抚军院，总领天下军马，对付王保保。至正二十八年（1368年），朝廷罢抚军院，帖林沙被贬黜。